# Ien Dales
Catharina Isabella (Ien) Dales (Arnhem, 18 oktober 1931 – Utrecht, 10 januari 1994) was een Nederlandse politica voor de PvdA. Zij was onder meer staatssecretaris van Sociale Zaken, minister van Binnenlandse Zaken, Tweede Kamerlid en burgemeester.

## Studie en vroege carrière
Dales studeerde andragogie aan de Universiteit van Amsterdam, nadat ze al bijna 20 jaar bij de stichting "Kerk en Wereld" had gewerkt. Tussen 1977 en 1981 was zij directeur van de Sociale Dienst in Rotterdam, waar zij nauw contact had met de wethouder van Sociale Zaken, Elizabeth Schmitz – met wie Dales een innige vriendschap ontwikkelde. Bij die Sociale Dienst stelde zij orde op zaken na een fraudeaffaire.

## Politieke carrière
In het tweede kabinet Van Agt was ze staatssecretaris van Sociale Zaken. Als staatssecretaris moest Dales bezuinigen en stelde zij voor om in te grijpen in de Ziektewet. Werknemers zouden bij ziekte nog maar 80 procent van het nettoloon ontvangen in plaats van 100 procent. Daarvoor moest worden ingegrepen in al aangenomen cao's. Het kabinet botste met de vakbeweging en het plan vond uiteindelijk geen doorgang.
Na de val van dit kabinet kwam Dales voor de PvdA in de Tweede Kamer. In 1987 werd ze benoemd tot burgemeester van de gemeente Nijmegen. Al na twee jaar verliet ze deze stad, om minister van Binnenlandse Zaken te worden in het derde kabinet-Lubbers. Dales zette hier onder meer het thema integriteit van overheid en politie op de agenda.
Aan de uitspraken van Dales over integriteit bij de overheid wordt nog steeds gerefereerd. Haar bekendste uitspraak, "een beetje integer kan niet", deed ze in 1992 bij een lezing over het onderwerp.
Ze ontwierp een nieuw decoratiestelsel, waarin de nadruk lag op maatschappelijke verdiensten in plaats van maatschappelijke status. Veel onderscheidingen voor ambtsjubilea, de zogenaamde "zitlinten", moesten wijken voor de actieve burger. Het stelsel werd ingevoerd in 1994.

## Overlijden
Op 10 januari 1994 overleed ze plotseling aan een hartaanval. Dales werd na een herdenkingsdienst in de Dom in Utrecht begraven op begraafplaats Moscowa in haar geboorteplaats Arnhem. Op haar graf staat een robuuste witte steen.
Haar (kortstondige) opvolger als minister werd Ed van Thijn, toenmalig burgemeester van de gemeente Amsterdam.

## Varia

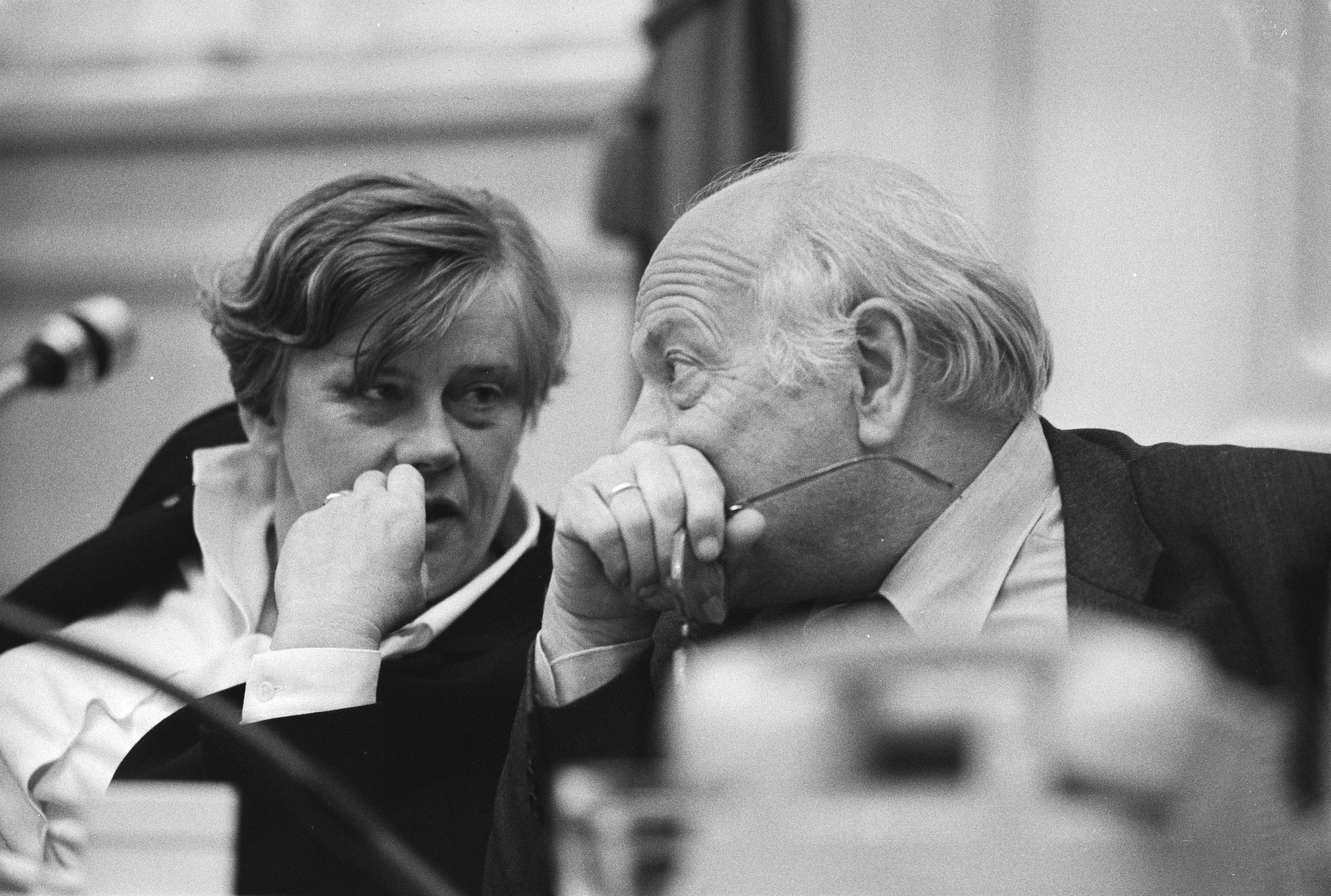
Dales en Den Uyl (1981)

- Ien Dales was lid van de Nederlandse Hervormde Kerk (NHK, tegenwoordig PKN) en als vrijwilligster en medewerkster actief in de stichting "Kerk en Wereld".
- Dales leek tijdens haar leven wars van uiterlijk vertoon. Haar verschijning gaf veelal blijk van solidariteit met de economisch zwaksten in de samenleving. Dit en haar veelal eigenzinnige optreden, maakten haar tot een populair en bekend politicus. In Nijmegen kreeg ze de koosnaam Ma Flodder, naar het gelijknamige karakter uit de Nederlandse speelfilmreeks Flodder.[3]
- Journalist en podcastmaker Raymond Janssen begon in 2021 een wekelijkse podcast over politiek en maatschappij in Nijmegen, Ien, de podcast. De naam is zowel een knipoog naar de oud-burgemeester van de stad als naar het Nijmeegse dialect. 'Ien de podcast' betekent 'in de podcast' in het Nijmeegs.

## Eerbetoon
- Bij de gelegenheid van het 25-jarig bestaan van het COC Nijmegen werd de jaarlijkse Burgemeester Dales Prijs (1996) in het leven geroepen door COC-voorzitter Henk Beerten en schrijver Cees van der Pluijm.
- In 1998 werd voor het eerst de  Burgemeester Dales Lezing gehouden, volgens de organisatoren sloot die goed aan bij de Burgemeester Dales Prijs omdat de lezing poogt "een visie te geven op de werking van artikel 1 van de Grondwet".[4]
- In Nijmegen is in 2005 de voormalige Oude Mollenhutseweg naar haar vernoemd; deze heet nu de Burgemeester Daleslaan.
- In de Zutphense wijk Leesten is in een buurt met louter straatnamen die naar vrouwen verwijzen een singel naar haar vernoemd; de Ien Dalessingel.
- In Rotterdam is een hof in de wijk Prinsenland naar haar vernoemd; de Ien Daleshof, op deze locatie is in 2009 de Parktoren gebouwd.
- Ook in Arnhem, Utrecht, Woerden, Driebergen-Rijsenburg, Culemborg, Wezep en Rijen zijn straten naar Ien Dales vernoemd.